# 구상선수

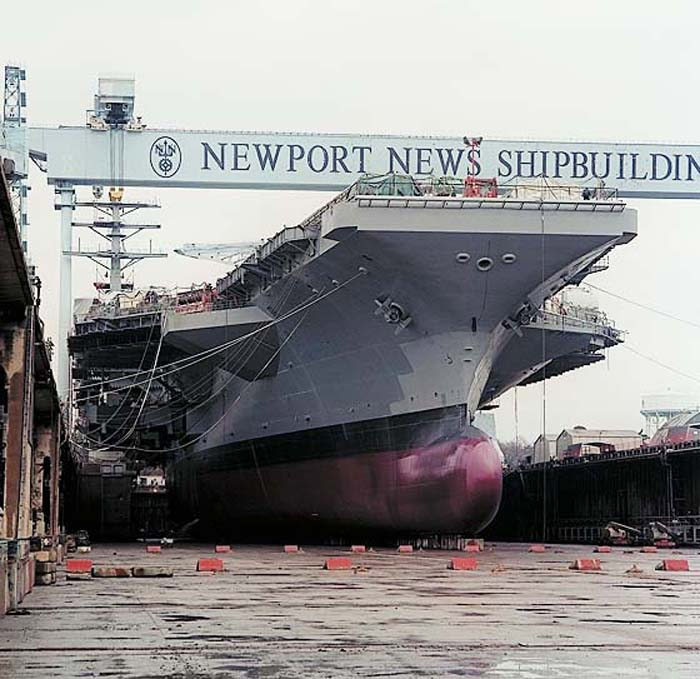
USS 로널드 레이건의 구상선수

구상선수(球狀船首, Bulbous bow)는 선수(bow)의 종류 중 하나로, 선박의 조파저항을 감소시키기 위해 수면하에 둥근 공처럼 설계되었다. 구상선수가 만든 파도와 선수부의 선체가 만든 파도가 간섭(干涉)하여 저항을 감소시키는 원리다.
상황에 따라 구상선수의 모양을 개조하기도 하는데, 2013년 국내 최초로 현대상선이 8,600TEU급 컨테이너선 '현대 브레이브'호의 구상선수를 돌고래형으로 개조했다. 기존의 위치보다 1.5m 낮춰 둘레와 무게를 줄였다. 선박 건조 당시 고속형(27노트)에 맞춰 건조됐지만, 고유가로 인해 저속형(18노트)로 개조해 연료효율을 최적화했다.